# 學年別漢字配當表 (1958-1967)
學年別漢字配當表 (1958-1967)是日本小學校的漢字學習規範表。為文部科學省於1958年發表。總共881個漢字。其漢字以日本教育漢字為基礎，每學年有相應的學習內容。

## 第1学年（計46字）
一右雨下火花九金月五口左三山子四耳七手十女小上森人水正生青石赤川先足大中田土二日白八木本目六

## 第2学年（計105字）
雲円王音何夏家会海外学間気汽休牛京玉空犬見元古戸光工校考行高合谷国黒今作思糸紙字時車秋出春書少色心声西夕切雪千前組早草走村多男知地池竹虫朝町長鳥天冬東道読南入年馬麦半百父風分文米歩母方北名明毛門夜友用来立力林話

## 第3学年（計187字）
悪安暗意引運駅園遠黄屋温化科歌荷画回界絵開貝角楽活寒感岸岩顔期帰記起客急球究級去魚強教橋局近銀苦君兄形計決研県原庫午後語交公向広号根才細算仕使始市指止死事寺持次自室実社者弱主取首受終週集住重所暑助勝昭乗場食新深申神親身進図数世星晴船全送太体待台第炭茶着昼柱注追通弟鉄店点電都度刀島投当答頭動同肉波配買売畑発坂板番皮美表病品負物聞平返勉妹毎万鳴面野役由遊曜様葉落理里流旅両礼和

## 第4学年（計205字）
愛案以位囲委衣医育印員飲院泳英塩横加芽改械階害覚官観関館願喜器旗機季宮挙競共協鏡業曲極具郡係景軽芸結血建言固湖幸港航告差最祭菜材昨刷察散産残司史士姉詩試歯治式失写借守種酒州拾習順初商唱消焼照章植信真臣勢成整清静席積節戦線選然争相息速族続卒孫他打対貸隊代題達短談置丁帳調直停定底庭的転徒登努湯燈等働堂童内熱農反悲費飛鼻必氷秒不付夫府部服福粉別変便包放法望末味脈民命問薬油勇有予洋陽利陸料良緑輪類冷歴列練連路労老録

## 第5学年（計194字）
圧易移胃因栄永衛液演央往応億恩仮価果河課過賀解快各格確完慣漢管寄希紀規技義議久救求給居許漁興均句区群軍型経欠件健験現限個護候功厚康講鉱査際在殺雑参蚕賛酸師志支氏似示辞質識舎謝収周修宿祝術準序承省象賞常情織性政精製績責接折設説浅銭祖素倉想総像増造側則測帯貸単団築貯張腸低敵適典伝統導銅特毒独任念燃能破敗倍博飯比肥非備筆俵標票貧婦布武副復仏兵編辺弁保報貿防牧満務無迷綿約輸余容要養浴留量領令例

## 第6学年（計144字）
異遺壱営益延可我拡革額株刊勧幹歓眼基貴疑逆旧供境勤禁訓敬系潔兼券憲検権絹険厳減己故誤効后孝構皇耕穀混再妻採済災罪財策私至視詞資児釈授需宗就衆従述純処諸除招証称条状職仁推是制聖誠税絶舌宣専創蔵俗属存尊損態退断忠著賃提程展党討得徳届難弐認納派拝判版犯否評富複奮陛補墓豊暴未盟訳預欲律率略臨論

## 関連項目
- 學年別漢字配當表
- 當用漢字
- 常用漢字